# 草地徑

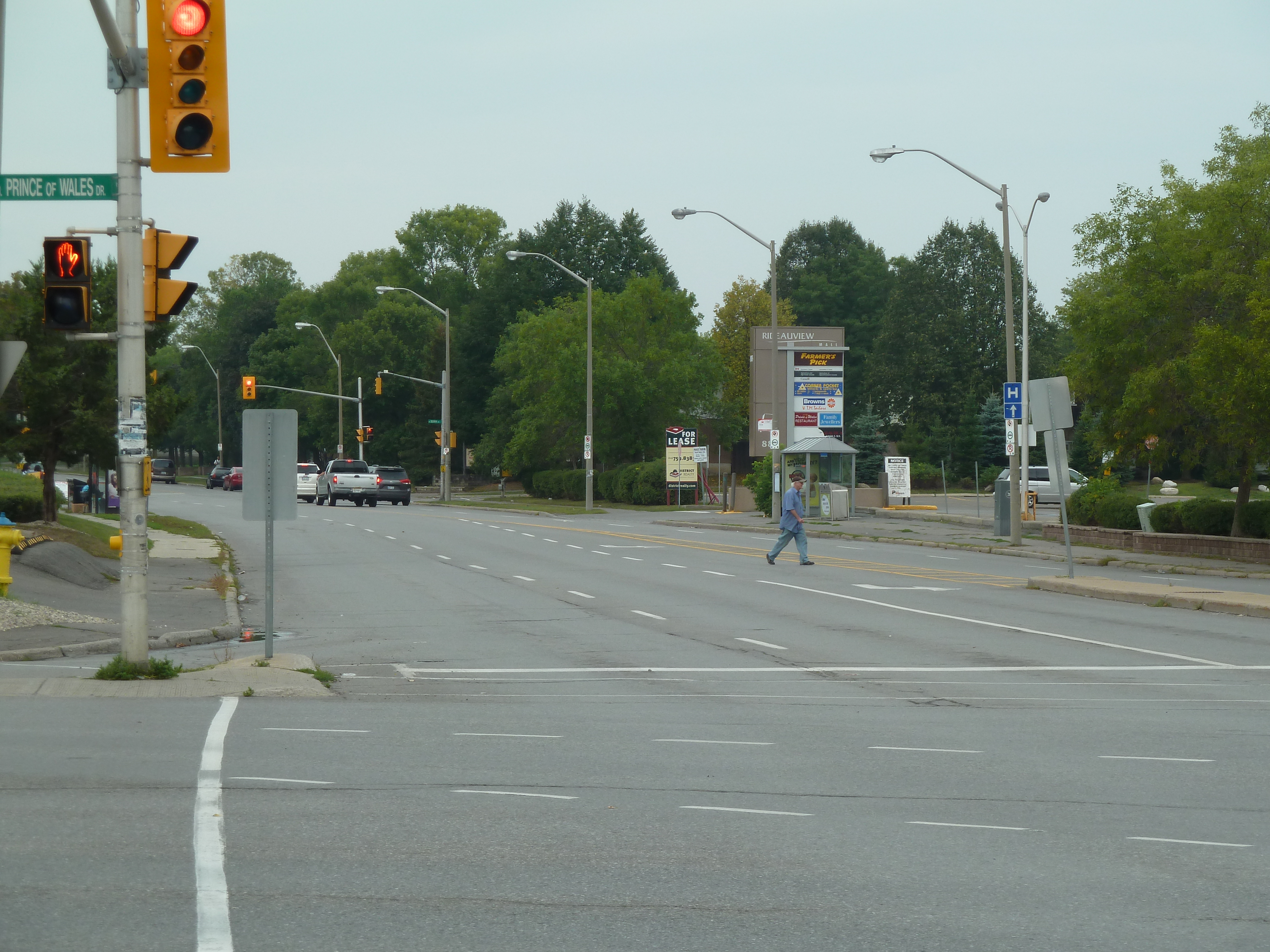
草地徑盡頭位於威爾斯親王徑

草地徑（英語：Meadowlands Drive；渥太華51號市道）是加拿大安大略省渥太華的一條市郊道路，東始於威爾斯親王徑，作為野豬背道的延續。夾威爾斯親王徑處有兩座小型購物廣場，以及一個加拿大蜆殼石油公司的油站。繼續向西，由低收入房屋項目、低層住宅公寓、鎮屋及半獨立式住宅組成。車速限制為50每小時（31英里每小時）。草地徑的大部分路段都是各方向只有一條車道，除了威爾斯親王徑與費沙路（Fisher Avenue）之間，以及車士打頓徑（Chesterton Drive）與瑪利谷道之間。
費沙路以西的草地徑路段車速限制為40每小時（25英里每小時），每個方向只有一條車道，有更多的低層住宅公寓、鎮屋、單戶住宅以及公園。夾瑪利谷道路口以東，有一排高層公寓大廈及兩所學校。在繁忙的夾瑪利谷道路口處，道路拓寬為每個方向雙車道。該路口是主要購物區，由四個購物廣場組成，四角各有一個，並有許多店鋪，包括Home Outfitters、Winners及Staples。此處還有多間快餐店，包括雲狄斯漢堡、添仔咖啡、瑞士小木屋及Mr. Sub。
在瑪利谷道以西，該道路轉回各方向雙車道，除一所公立學校、一所蒙特梭利學校及聖慕理天主堂外，該道路均為住宅區。道路西迄胡道輝路，以西的此後轉為高林徑（Tallwood Drive）。
由於草地徑沿線社區的建造順序不同，地址編號次序被打亂。
許多專上院校學生在學年期間住在草地徑沿線，因為此處靠近亞崗昆學院及卡爾頓大學，可乘搭巴士往返。

## 主要路口
草地徑沿線從東到西的主要路口如下：
- 威爾斯親王徑
- 費沙路（Fisher Avenue）
- 鹿園徑（Deer Park Drive）
- 車士打頓徑（Chesterton Drive）
- 瑪利谷道（英语：Merivale Road (Ottawa)）
- 景山徑（Viewmount Drive）
- 胡道輝路